# Naga (album Justyny Steczkowskiej)
Naga – drugi album Justyny Steczkowskiej wydany w 1997 roku.

## O albumie
Płyta osiągnęła status złotej płyty, sprzedając się w ilości ponad 50 tysięcy sztuk. Album został wyprodukowany przez Grzegorza Ciechowskiego, podobnie jak jej debiutancki album Dziewczyna Szamana. Płytę promowano czterema singlami, z których największą popularność zdobyły "Za dużo wiesz" i "Za karę".

## Lista utworów
1. "Kici kici maj"
2. "Za dużo wiesz"
3. "Jeszcze nie, pająku..."
4. "Za karę"
5. "Stu policjantów"
6. "Kryminalna miłość"
7. "Znikając"
8. "Dziś twój ślub"
9. "Bombay - Goa"
10. "Tańcz na mym weselu"

## Twórcy
- muzyka: Justyna Steczkowska
- słowa: Ewa Omernik

- Justyna Steczkowska - śpiew, skrzypce, chórki
- Magda Steczkowska - chórki
- Krystyna Steczkowska - chórki
- Grzegorz Ciechowski - instrumenty klawiszowe
- Jacek Królik - gitary
- Piotr Królik - perkusja
- Piotr Żaczek - gitara basowa
- Zbigniew Wegehaupt - kontrabas
- Andrzej Smolik - instrumenty klawiszowe
- Leszek Możdżer - fortepian
- Antoni Ziut Gralak - trąbka
- Misza Hairlulin - aranżacja i prowadzenie instrumentów smyczkowych

Kwartet smyczkowy w składzie:
- Agata Steczkowska - wiolonczela
- Justyna Steczkowska - skrzypce
- Krystyna Steczkowska - skrzypce
- Jakub Zaremba - altówka

## Single
- "Za dużo wiesz"
- "Za karę"
- "Kici kici maj"
- "Kryminalna miłość"